# Dolmen von Cornevache

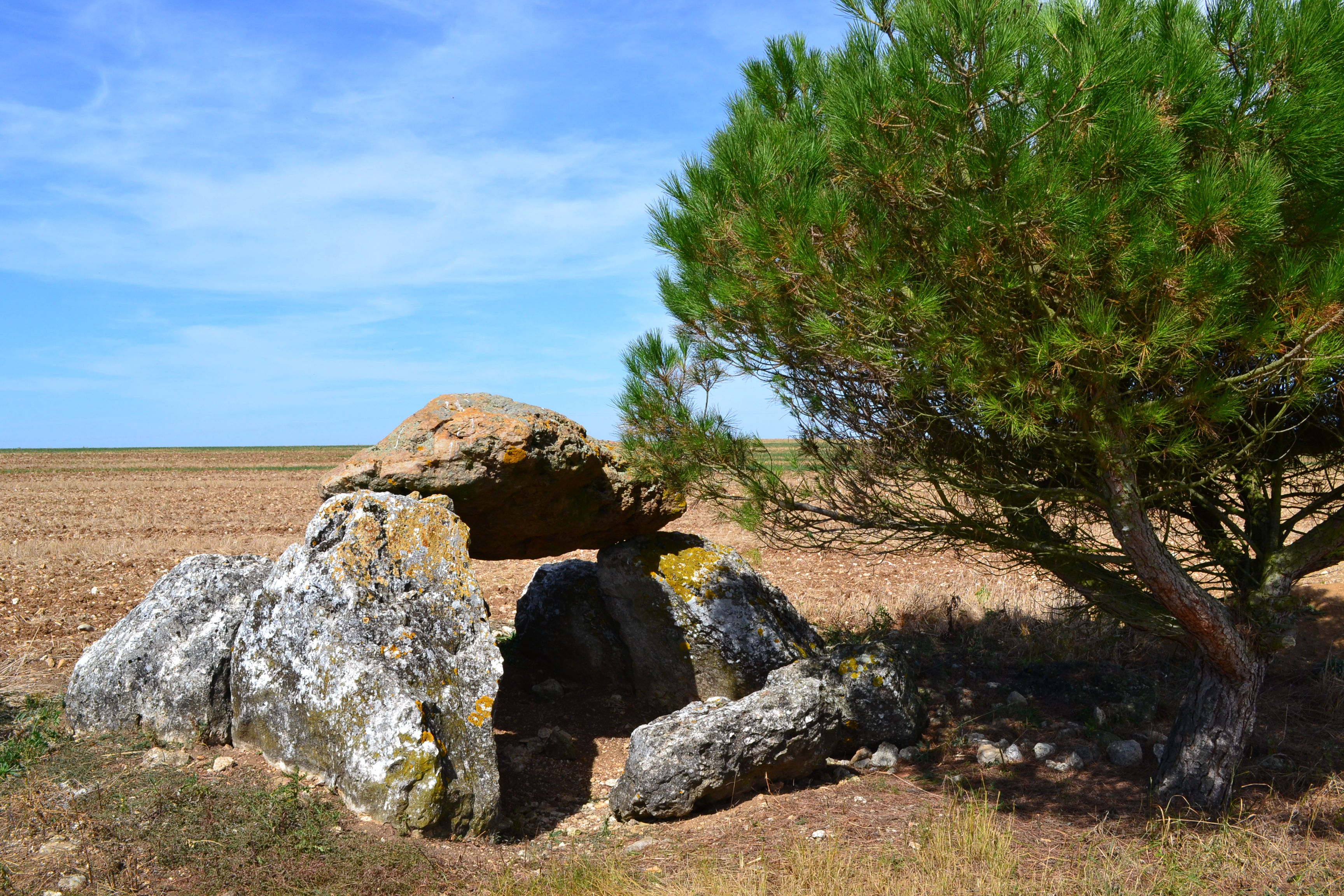
Dolmen von Cornevache

Der Dolmen von Cornevache liegt nordwestlich von Selommes im Département Loir-et-Cher in Frankreich.
Dolmen ist in Frankreich der Oberbegriff für neolithische Megalithanlagen aller Art (siehe: Französische Nomenklatur).
Cornevache ist ein Ost-West orientierter Portal-Dolmen. Er hat eine quadratische Kammer mit einer Seitenlänge von 2,0 m, die mit einem trapezförmigen Deckstein (2,2 × 2,0 m) bedeckt ist. Die Kammer wird von einer Endplatte und je zwei Orthostaten an der Süd- und Nordseite begrenzt. Der Kammerzugang befindet sich im Osten. Davor befindet sich ein zerstörter Portikus, von dem nur zwei Tragsteine erhalten sind.

## Plattenmaße
- Endplatte etwa 2,0 × 1,0 × 0,75 m
- Orthostat Süd 1 etwa 1,2 × 0,9 × 0,8 m
- Orthostat Süd 2 etwa 1,0 × 0,6 × 1,3 m
- Orthostat Nord 1 etwa 1,1 × 0,7 × 0,8 m
- Orthostat Nord 2 etwa 0,85 × 0,45 × 0,6 m

Die Dolmenstruktur wurde vermutlich während der Ausgrabung beschädigt. Alle Platten sind aus vor Ort anstehendem Beauce-Kalkstein, mit Ausnahme des Decksteines aus Sandstein, dessen nächster Aufschluss sich etwa 1,25 km entfernt befindet.
Der Dolmen wurde 1925 ausgegraben. Den Ausgräbern zufolge war der Boden der Kammer mit einem ziemlich regelmäßigen Steinpflaster bedeckt. Das archäologische Material besteht aus zwei undurchbohrten Wildschweinhauern, kleinen menschlichen Knochen, hauptsächlich von jungen Menschen, zehn abgenutzten Zähnen und einem Stück rotem Ocker. Die Kammer war wahrscheinlich zuvor geplündert worden.
Der Dolmen wurde 1980 unter Denkmalschutz gestellt.